# CIA 티베트 계획
CIA 티베트 계획은 거의 20년 간 이어진 반중 비밀 작전으로 '정치적 행동, 선전, 준군사적 및 정보 작전'이었다. 제14대 달라이 라마의 형제들과 같이 준비됐지만 그는 처음에는 해당 계획을 몰랐다. 프로그램의 목표는 '티베트 국내 및 몇몇 국외에서 티베트 자치권의 정치적 개념을 유지하는 것'이었다. 중앙정보국(CIA)이 주관한 이 계획은 비공식적으로 미국 국무부 및 미국 국방부 같은 국내 기관들의 협조를 받았다.
작전들은 고립된 티베트 저항 단체들의 역량 강화를 목적으로 했는데, 이는 네팔 국경에서 약 2천 명으로 구성된 준군사조직의 창설로 이어졌다. 1964년 2월까지 예정된 연간 비용은 170만 불을 넘었었다.
CIA 티베트 계획은 닉슨 대통령의 중국 방문 이후 1972년 더 긴밀한 관계 성립을 위해 끝났다. 달라이 라마는 해당 계획 취소에 대해, 티베트인을 돕는 숨은 동기였다며 비판했다.

## 개요
미국 NSC의 특수부대가 CIA 티베트 계획을 승인하고 지지했다. 해당 프로그램은 코드 네임 3가지를 포함했다.
- ST CIRCUS—사이판과 콜로라도주에 있는 캠프 헤일(Camp Hale)에서 티베트인 게릴라 훈련
- ST BARNUM—티베트에 대한 CIA 요원, 군사 보급품, 지원 장비 공수
- ST BAILEY—비밀 선전 캠페인

인도-중국 관계도 CIA 티베트 계획에서 중요한 역할을 했다. 양국 간 티베트의 지리적 위치 때문에 전략적으로 중요했고, CIA는 양국 관계에 대해 수많은 보고서를 공개했다. CIA는 변화하는 양국관계에 대한 신문과 라디오 방송 보도를 포함하여 다양한 수단을 통해 양국관계를 살폈다. 가령 1954년 10월에 작성된 CIA 보고서는 자와할랄 네루의 방중을 우려했다. 1962년 인도-중국 전쟁 이후 CIA는 티베트에서 요원들을 훈련시키고 보급시키는데 있어 인도의 대외정보기관과 긴밀한 관계를 발전시켰다.
중화인민공화국에 대항하는 티베트인을 지원하기 위해 미국은 달라이 라마와 지지자들에게 망명증 발급을 계획했다. 몇몇 투사들은 중화인민공화국측에 사로잡혔을 때 고문을 피하기 위해 자결을 했다. 티베트인의 저항활동은 무기와 보급 지원을 약속받았다.